# Peppermint Park (série de TV)
Peppermint Park é um programa infantil lançado para vídeo composto por seis volumes, exibido entre 1987 e 1988 em VHS. O show é uma mistura de live action, animação e fantoches. Os personagens incluíam Ernie, um garoto que cantava uma música sobre a letra M; Snorkee, um réptil que muitas vezes ignora o seu entorno e não tem bom senso, descrito como "um pateta, mas que ajuda de vez em quando"; Maynard, um homem idoso depressivo que lamenta a juventude desperdiçada; e Piggle, um porco sempre esfomeado cuja voz se assemelhava à de Caco, o Sapo, entre outros. Muitos elementos do show parecem ter sido copiados da Vila Sésamo.

## Produção e lançamento
A série foi dirigida e produzida por John Horton com a Mark V International e lançada pela Televidics Productions. A maioria dos bonecos foram feitos por Dann O'Quinn, mas os volumes quatro a seis também apresentavam fantoches confeccionados por Dave Chapman. Nem todos os personagens eram fantoches e os humanos incluíam "The Story Lady" (interpretada por Melody Knighton, que também ajudava na manipulação de alguns dos bonecos) e "Magic Megan" (interpretada por Deanna Hawkins). Além disso, as partes animadas foram feitos por "Those Designers", Inc., e a música foi composta pela Tuesday Productions e pelo próprio John Horton. Provavelmente devido a suas vendas extremamente escassas, seus problemas de orçamento e/ou recepção de críticas negativas, a série foi tirada do ar cancelada em algum momento de 1988 e tanto a Mark V International quanto a Televidics Production fecharam as portas. A essa altura, os seis volumes já estavam esgotados. Pelo menos durante 1990 e 1991, foi distribuído por TVs de baixa potência pela Enoki Films USA.

## Recepção e inspiração
Nick Antosca, criador e showrunner da série antológica de terror Channel Zero do estúdio SyFy, assistiu Peppermint Park e outros "programas de TV infantis assustadores" para inspirar o show de marionetes da primeira temporada, Candle Cove (2016).
O artista americano Andrew Norman Wilson lembra-se de quando criança "ficar aterrorizado com uma sequência de dança inexplicável de um fantoche fugitivo vestido para parecer um espantalho" (provavelmente se referindo a uma cena que está no primeiro volume do show, "Magic Moments"). Mas, ao rever clipes postados online há alguns anos, ele disse: “minha relação com o espantalho dançante mudou do horror para a obsessão”. Ele criou Reality Models, um remake estendido daquela cena para uma exposição de 2016.
Screen Rant incluiu a série em uma lista de programas infantis assustadores esquecidos de 2017. Eles sugeriram que o programa seria um "vale perturbador" e que a dublagem dos personagens seria "melancólica" e que tornam os episódios "errantes".
Em 2019, Cracked.com incluiu a série em uma lista de personagens infantis de pesadelo. O "VCR Party Live!" do Found Footage Festival (um festival de filmes que costuma resgatar fitas esquecidas) também mencionou o "vale perturbador" e incluiu um clipe da série com um fantoche cantando sobre a letra M.